# Burcardo I di Goseck
Burcardo I di Goseck (... – 3 novembre 1017) fu conte ad Hassegau dal 991, conte palatino di Sassonia dal 1003, conte di Merseburgo dal 1004 e Vogt imperiale dal 1012.

## Biografia
La teoria più accreditata sulle origini di Burcardo I di Goseck afferma che i suoi genitori fossero il conte Burcardo IV di Hassegau ed Emma di Merseburgo. Ciò significa che Teodorico I di Wettin era suo zio, mentre Dedi I di Wettin era suo cugino di primo grado.
A causa della sua forte rivalità con i potenti margravi di Meißen, Burcardo I fu un grande alleato dell'imperatore Enrico II il Santo.
Nel 1004 ereditò da suo cognato Esico di Merseburgo l'importante castellania di Merseburgo, ciò significa che ereditò i diritti della contea e il feudo associato, ma non la proprietà che rimase all'imperatore.
Nel 1009 sostenne Guarniero di Walbeck nel suo processo davanti all'imperatore, in modo che potesse mantenere il suo margraviato.
Nel 1015 prese parte a una campagna contro il ducato di Polonia, durante la quale fu gravemente ferito. Intorno al 10 febbraio 1016, dopo un forte temporale, subì un ictus e morì prima del 3 novembre 1017.

## Matrimonio e figlio
Sposò Oda di Merseburgo († 1045), figlia ed erede del conte di Merseburgo Sigfrido II. La coppia ebbe tre figli:
- Sigfrido († 15 aprile 1038), fu conte palatino di Sassonia dal 1017 al 1038;
- Federico I, fu conte palatino di Sassonia dal 1038 al 1042;
- Bruno (1000 ca. – 10 febbraio 1055), vescovo di Minden dal 1037.

Secondo Karl Meyer ebbe:
- Ildiboldo;
- Hamezo, vicario del vescovato di Halberstadt dal 1085 al 1089;
- Cecilia di Sangerhausen, che sposò Ludovico il Barbuto, conte in Turingia;
- Cristina, che sposò il conte Hoyer di Mansfeld († 1063).